# Episodi de I segreti della metropoli (quinta stagione)
La quinta stagione della serie televisiva I segreti della metropoli è stata trasmessa in anteprima negli Stati Uniti d'America dalla NBC tra l'11 ottobre 1954 e il 25 luglio 1955.
| nº | Titolo originale        | Titolo italiano | Prima TV USA     | Prima TV Italia |
| -- | ----------------------- | --------------- | ---------------- | --------------- |
| 1  | The Molester            |                 | 11 ottobre 1954  |                 |
| 2  | The Harbor Story        |                 | 18 ottobre 1954  |                 |
| 3  | Semper Fi               |                 | 25 ottobre 1954  |                 |
| 4  | Who Am I?               |                 | 1º novembre 1954 |                 |
| 5  | Baby Story              |                 | 8 novembre 1954  |                 |
| 6  | Ferry Boat              |                 | 15 novembre 1954 |                 |
| 7  | Juvenile Crime Pack     |                 | 22 novembre 1954 |                 |
| 8  | Hot Car Murder          |                 | 29 novembre 1954 |                 |
| 9  | The Saucer Story        |                 | 6 dicembre 1954  |                 |
| 10 | Bubonic Plague          |                 | 13 dicembre 1954 |                 |
| 11 | The Senator Story       |                 | 20 dicembre 1954 |                 |
| 12 | Boys Week               |                 | 27 dicembre 1954 |                 |
| 13 | Race Track Story        |                 | 3 gennaio 1955   |                 |
| 14 | The Airplane Story      |                 | 10 gennaio 1955  |                 |
| 15 | The School Teacher      |                 | 17 gennaio 1955  |                 |
| 16 | Randolph's Bomb         |                 | 24 gennaio 1955  |                 |
| 17 | The Grand Almost        |                 | 31 gennaio 1955  |                 |
| 18 | The Sniper              |                 | 7 febbraio 1955  |                 |
| 19 | The Lovers              |                 | 14 febbraio 1955 |                 |
| 20 | An Eye for an Eye       |                 | 21 febbraio 1955 |                 |
| 21 | Frame Up                |                 | 28 febbraio 1955 |                 |
| 22 | Police Story            |                 | 7 marzo 1955     |                 |
| 23 | Egomaniac               |                 | 14 marzo 1955    |                 |
| 24 | Used Car Finance Racket |                 | 21 marzo 1955    |                 |
| 25 | Firetrap                |                 | 28 marzo 1955    |                 |
| 26 | The Phoney Hero         |                 | 4 aprile 1955    |                 |
| 27 | Hurricane               |                 | 11 aprile 1955   |                 |
| 28 | Coroner Probe Report    |                 | 18 aprile 1955   |                 |
| 29 | Too Old for Work?       |                 | 25 aprile 1955   |                 |
| 30 | Mercy or Murder?        |                 | 2 maggio 1955    |                 |
| 31 | Foreign Correspondent   |                 | 9 maggio 1955    |                 |
| 32 | The Blood Profiteer     |                 | 16 maggio 1955   |                 |
| 33 | Teacher's Ordeal        |                 | 23 maggio 1955   |                 |
| 34 | Material Witness        |                 | 30 maggio 1955   |                 |
| 35 | Out on Parole           |                 | 6 giugno 1955    |                 |
| 36 | Comic Book Murder       |                 | 13 giugno 1955   |                 |
| 37 | Fight Game              |                 | 20 giugno 1955   |                 |
| 38 | Honest Cop              |                 | 27 giugno 1955   |                 |
| 39 | The Big Roadblock       |                 | 4 luglio 1955    |                 |
| 40 | Deadly Cargo            |                 | 11 luglio 1955   |                 |
| 41 | The Last Assignment     |                 | 18 luglio 1955   |                 |
| 42 | Shield of a Killer      |                 | 25 luglio 1955   |                 |